# Oleocantale
L'oleocantale è una sostanza organica naturalmente presente soprattutto nei frutti dell'ulivo (Olea europea), ed è la sostanza principalmente responsabile del "bruciore in gola" tipico degli oli extra vergini di oliva. 
Chimicamente è un derivato polifenolico, ed è presente in percentuale molto elevata nell'oliva in maturazione, per poi diminuire drasticamente in concentrazione durante la maturazione del frutto. Questo fatto evidenzia l'importanza del periodo di raccolta delle olive come fattore di qualità del prodotto finale, sia come oliva alimentare, sia come oliva per l'industria olearia.